# A Los Angeles Kings játékosainak listája
Ez a lista tartalmazza a National Hockey League-ben szereplő Los Angeles Kings játékosait, akik legalább egy mérkőzésen jégre léptek 1967 óta.

Tartalom: 
| Ábécé szerinti tartalomjegyzék                      |
| --------------------------------------------------- |
| A B C D E F G H I J K L M N O P Q R S T U V W X Y Z |

## A
- Dennis Abgrall,
- Peter Ahola,
- Jason Allison,
- Mike Allison,
- Dave Amadio,
- Jim Anderson,
- Ron Anderson,
- Russ Anderson,
- Andy Andreoff,
- Syl Apps, Jr.,
- Derek Armstrong,
- Donald Audette,
- Jared Aulin,
- Sean Avery,

## B
- Dave Babych,
- Ryan Bach,
- Ralph Backstrom,
- Blair Barnes,
- Scott Barney,
- Marco Baron,
- Fred Barrett,
- Doug Barrie,
- Len Barrie,
- Ruslan Batyrshin,
- Ken Baumgartner,
- Barry Beck,
- Jaroslav Bednář,
- Derek Bekar,
- Éric Bélanger,
- Ken Belanger,
- Brian Benning,
- Aki-Petteri Berg,
- Jean-Claude Bergeron,
- Jonathan Bernier,
- Serge Bernier,
- Bob Berry,
- Daniel Berthiaume,
- Nick Beverley,
- Scott Bjugstad,
- Jason Blake,
- Mike Blake,
- Rob Blake,
- Rick Blight,
- Arto Blomsten,
- Doug Bodger,
- Dan Bonar,
- Philippe Boucher,
- Bob Bourne,
- Brian Boyle,
- Steve Bozek,
- Frank Breault,
- Dan Brennan,
- Kip Brennan,
- Rich Brennan,
- Neal Broten,
- Dustin Brown,
- Jim Brown,
- Kevin Brownwn,
- Larry Brown,
- Rob Brown,
- Barry Brust,
- Kelly Buchberger,
- Sean Burke,
- Randy Burridge,
- Rod Buskas,
- Mike Byers,
- Dan Bylsma,

## C
- Larry Cahan,
- Kyle Calder,
- Mike Cammalleri,
- Andrew Campbell,
- Bryan Campbell,
- Daniel Carcillo,
- Brian Carlin,
- Steve Carlson,
- Jacques Caron,
- Bobby Carpenter,
- Gene Carr,
- Larry Carriere,
- Jimmy Carson,
- Anson Carter,
- Jeff Carter,
- Roman Čechmánek,
- Frédéric Chabot,
- Rene Chapdelaine,
- Brad Chartrand,
- Rick Chartraw,
- Marc Chorney,
- Mathieu Chouinard,
- Steve Christoff,
- Shane Churla,
- Jeff Chychrun,
- Noah Clarke,
- Kyle Clifford,
- Steve Clippingdale,
- Dan Cloutier,
- Paul Coffey,
- Pat Conacher,
- Craig Conroy,
- Brandon Convery,
- Michael Corbett,
- Bob Corkum,
- Mike Corrigan,
- Joe Corvo,
- Russ Courtnall,
- Marcel Cousineau,
- Sylvain Couturier,
- Jeff Cowan,
- Rob Cowie,
- Bart Crashley,
- Doug Crossman,
- Gary Croteau,
- Keith Crowder,
- Troy Crowder,
- Phil Crowe,
- Vlagyimir Csiplakov,
- Denis Csigurov,
- Dan Currie,
- Glen Currie,
- Paul Curtis,

## D
- Byron Dafoe,
- Kevin Dallman,
- Adam Deadmarsh,
- Dale DeGray,
- Denis DeJordy,
- Ab DeMarco,
- Pavol Demitra,
- Nathan Dempsey,
- Gerry Desjardins,
- Peter Dineen,
- Marcel Dionne,
- Paul DiPietro,
- Ted Donato,
- Mike Donnelly,
- Drew Doughty,
- Davis Drewiske
- John Druce,
- Steve Duchesne,
- Dick Duff,
- Marc Dufour,
- Donald Dufresne,
- Ron Duguay,
- Craig Duncanson,

## E
- Darryl Edestrand,
- Gary Edwards,
- Christian Ehrhoff,
- Todd Elik,
- Darren Eliot,
- Matt Ellis,
- Mikko Eloranta,
- Nelson Emerson,
- Brian Engblom,
- John English,
- Jhonas Enroth,
- Bryan Erickson,
- Erik Ersberg,
- Daryl Evans,

## F
- Paul Fenton,
- Ray Ferraro,
- Steven Finn,
- Stéphane Fiset,
- Mark Fitzpatrick,
- Bill Flett,
- Ryan Flinn,
- Gerry Foley,
- Derek Forbort,
- Marc Fortier,
- Jim Fox,
- Matt Frattin,
- Alekszandr Frolov,
- Grant Fuhr,
- Yutaka Fukufuji,

## G
- Garry Galley,
- Dave Gans,
- Scott Garland,
- Mathieu Garon,
- Gabe Gauthier,
- Marián Gáborík,
- Eric Germain,
- Jeff Giuliano,
- Barry Gibbs,
- John Gibson,
- Randy Gilhen,
- Pierre Giroux,
- Bob Gladney,
- Tim Gleason,
- Brian Glennie,
- Glenn Goldup,
- Butch Goring,
- Mario Gosselin,
- David Goverde,
- Ron Grahame,
- Tony Granato,
- Danny Grant,
- Dan Gratton,
- Terry Gray,
- Denis Szergejevics Grebeskov,
- Josh Green,
- Matt Greene,
- Lucien Grenier,
- Wayne Gretzky,
- Brent Grieve,
- Stu Grimson,
- Scott Gruhl,
- Paul Guay,

## H
- Len Hachborn,
- Anders Håkansson,
- Bob Halkidis,
- Doug Halward,
- Gilles Hamel,
- Ken Hammond,
- Rick Hampton,
- Michal Handzuš,
- Alan Hangsleben,
- Mark Hardy,
- Terry Harper,
- Billy Harris,
- Peter Harrold,
- Adam Hauser,
- Rick Hayward,
- Glenn Healy,
- Mark Heaslip,
- Mike Heidt,
- Steve Heinze,
- Peter Helander,
- Jamie Heward,
- Dennis Hextall,
- Ernie Hicke,
- Jim Hiller,
- Larry Hillman,
- Milan Hnilička,
- Justin Hocking,
- Phil Hoene,
- Jim Hofford,
- Dale Hoganson,
- Jason Holland,
- Warren Holmes,
- Randy Holt,
- Dean Hopkins,
- Doug Houda,
- Ken Houston,
- Harry Howell,
- Don Howse,
- Dmitrij Hrisztics,
- Kelly Hrudey,
- Bill Huard,
- Charlie Huddy,
- Cristobal Huet,
- Brent Hughes,
- Howie Hughes,
- Dave Hutchison,

## I
- Bill Inglis,
- Ted Irvine,
- Ulf Isaksson,
- Raitis Ivanāns,

## J
- Tim Jackman,
- Vitalij Jacsmenyev,
- Pauli Jaks,
- Connor James,
- Bob Janecyk,
- Wes Jarvis,
- Bob Jay,
- Dean Jenkins,
- Al Jensen,
- Steve Jensen,
- Trevor Johansen,
- Craig Johnson,
- Jack Johnson,
- Jim Johnson,
- Matt Johnson,
- Larry Johnston,
- Olli Jokinen,
- Brad Jones,
- Martin Jones
- Eddie Joyal,
- Dmitrij Juskevics,

## K
- František Kaberle,
- Sheldon Kannegiesser,
- Petr Kanko,
- Jere Karalahti,
- Kyösti Karjalainen,
- Steve Kasper,
- Doug Keans,
- John-Paul Kelly,
- Steve Kelly,
- Dean Kennedy,
- Brian Kilrea,
- Dwight King,
- Trent Klatt,
- Jon Klemm,
- Petr Klima,
- Rick Knickle,
- Neil Komadoski,
- Chris Kontos,
- Anže Kopitar,
- Jerry Korab,
- Tom Kostopoulos,
- Don Kozak,
- Skip Krake,
- Mike Krushelnyski,
- Bob Kudelski,
- Jari Kurri,
- Makszim Kuznyecov,

## L
- Jason LaBarbera,
- Gord Labossiere,
- Eric Lacroix,
- Nathan LaFayette,
- Bob Laforest,
- Tom Laidlaw,
- Robert Lang,
- Dave Langevin,
- Ian Laperrière,
- Rick Lapointe,
- Denis Larocque,
- Steve Larouche,
- Gary Laskoski,
- Craig Laughlin,
- Kevin LaVallee,
- Eric Lavigne,
- Dominic Lavoie,
- Grant Ledyard,
- Manny Legace,
- Jacques Lemieux,
- Réal Lemieux,
- Mario Lessard,
- Bill Lesuk,
- Guy Leveque,
- Dave Lewis,
- Trevor Lewis,
- Igor Liba,
- Andreas Lilja,
- Mikael Lindholm,
- Lonnie Loach,
- Andrej Loktyionov,
- Bob Logan,
- Barry Long,
- Ross Lonsberry,
- Don Luce,
- Milan Lucic,
- Morris Lukowich,
- Jamie Lundmark,

## M
- Lowell MacDonald,
- Donald MacLean,
- Brian MacLellan,
- Adam Mair,
- Mikko Mäkelä,
- Dan Maloney,
- Randy Manery,
- Chris Marinucci,
- Gilles Marotte,
- Mike Marson,
- Rick Martin,
- Alec Martinez,
- Markus Mattsson,
- Chris McAlpine,
- Jamie McBain,
- Wayne McBean,
- Shawn McCosh,
- Al McDonough,
- Hubie McDonough,
- Shawn McEachern,
- Mike McEwen,
- John McIntyre,
- Sean McKenna,
- Steve McKenna,
- Brayden McNabb,
- Brian McReynolds,
- Marty McSorley,
- Roland Melanson,
- Howie Menard,
- Larry Mickey,
- Bill Mikkelson,
- Corey Millen,
- Aaron Miller,
- Bob Miller,
- Jay Miller,
- Willie Mitchell,
- Jaroslav Modrý,
- Sandy Moger,
- Carl Mokosak,
- Oscar Moller,
- Garry Monahan,
- Hartland Monahan,
- Bob Mongrain,
- Ethan Moreau,
- Jason Morgan,
- Dave Morrison,
- Jim Moxey,
- Bryan Muir,
- Richard Mulhern,
- Paul Mulvey,
- Bob Murdoch,
- Larry Murphy,
- Mike Murphy,
- Rob Murphy,
- Brady Murray,
- Glen Murray,
- Jim Murray,
- Marty Murray,
- Jake Muzzin,

## N
- Ladislav Nagy,
- Viktor Necsajev,
- Jan Nemecek,
- Bob Nevin,
- Bernie Nicholls,
- Jordan Nolan,
- Jack Norris,
- Mattias Norström,
- Brad Norton,
- Kai Nurminen,

## O
- Sean O’Donnell,
- Billy O’Dwyer,
- Patrick O’Sullivan,
- Ed Olczyk,

## P
- Jim Paek,
- Paul Pageau,
- Žigmund Pálffy,
- Rob Palmer,
- Mark Parrish,
- George Parros,
- Scott Parse,
- Dave Pasin,
- Steve Passmore,
- Joe Paterson,
- Dustin Penner,
- Yanic Perreault,
- Jimmy Peters, Jr.,
- Richard Petiot,
- Michel Petit,
- Lyle Phair,
- Esa Pirnes,
- Joe Piskula,
- Larry Playfair,
- Jason Podollan,
- Olekszij Ponyikarovszkij,
- Poul Popiel,
- Barry Potomski,
- Félix Potvin,
- Jean Potvin,
- Marc Potvin,
- Petr Prajsler,
- Tom Preissing,
- Noel Price,
- Sean Pronger,
- Bob Pulford,
- Teddy Purcell,
- Konsztantyin Puskarev,

## Q
- Jonathan Quick,
- Dan Quinn,

## R
- Erik Rasmussen,
- Matt Ravlich,
- Craig Redmond,
- Keith Redmond,
- Steven Reinprecht,
- Brad Richardson,
- Steve Richmond,
- Doug Robinson,
- Larry Robinson,
- Luc Robitaille,
- Randy Robitaille,
- Jeremy Roenick,
- Leon Rochefort,
- Dale Rolfe,
- Cliff Ronning,
- Pavel Rosa,
- Randy Rota,
- Terry Ruskowski,
- Jim Rutherford,
- Wayne Rutledge,
- Matt Ryan,
- Warren Rychel,

## S
- Tomas Sandström,
- Gary Sargent,
- Terry Sawchuk,
- Kevin Schamehorn,
- Brayden Schenn,
- Chris Schmidt,
- Mathieu Schneider,
- Dave Schultz,
- Jeff Schultz,
- Ron Scott,
- Travis Scott,
- Ben Scrivens,
- Howard Scruton,
- Rob Scuderi,
- Steve Seguin,
- Andrej Sekera,
- Brad Selwood,
- Brandy Semchuk,
- Eddie Shack,
- Bobby Sheehan,
- Jeff Shevalier,
- Nick Shore,
- Steve Short,
- Gary Shuchuk,
- Steve Shutt,
- Jon Sim,
- Charlie Simmer,
- Wayne Simmonds,
- Gary Simmons,
- Al Sims,
- Ilkka Sinisalo,
- John Slaney,
- Billy Smith,
- Brian Smith ,
- Dennis Smith,
- Doug Smith,
- Ryan Smyth,
- Jerred Smithson,
- Bryan Smolinski,
- Brad Smyth,
- Chris Snell,
- Brent Sopel,
- André St. Laurent,
- Frank St. Marseille,
- Lorne Stamler,
- Jim Stanfield,
- Robb Stauber,
- Pete Stemkowski,
- Shay Stephenson,
- Kevin Stevens,
- Jarret Stoll
- Jamie Storr,
- Martin Straka,
- Martin Štrbák,
- Brad Stuart,
- Marco Sturm,
- Jozef Stümpel,
- Darryl Sydor,
- Phil Sykes,

## T
- Jeff Tambellini,
- Patrice Tardif,
- Daniel Taylor,
- Dave Taylor,
- Greg Terrion,
- Scott Thomas,
- Dave Thomlinson,
- Brent Thompson,
- Jim Thomson,
- Scott Thornton,
- Rick Tocchet,
- Kevin Todd,
- John Tonelli,
- Tim Tookey,
- Brock Tredway,
- John Tripp,
- Al Tuer,
- Lauri Tukonen,
- Marko Tuomainen,
- Ian Turnbull,
- Dean Turner,

## U
- Garry Unger,

## V
- Rogatien Vachon,
- Rob Valicevic,
- David Van der Gulik,
- Vic Venasky,
- Linden Vey,
- Mark Visheau,
- Ľubomír Višňovský,
- Tomáš Vlasák,
- Vjacseszlav Vojnov
- Doug Volmar,
- Jan Vopat,
- Roman Vopat,

## W
- Don Waddell,
- Gordie Walker,
- Russ Walker,
- Bob Wall,
- Dixon Ward,
- Jason Ward,
- Tim Watters,
- Jordan Weal,
- Mike Weaver,
- Steve Weeks,
- Jay Wells,
- Kevin Westgarth,
- Bill White,
- Sean Whyte,
- Juha Widing,
- Jim Wiemer,
- Brian Wilks,
- Darryl Williams,
- Justin Williams,
- Tiger Williams,
- Tom Williams,
- Brian Willsie,
- Bert Wilson,
- Murray Wilson,
- Jim Witherspoon,
- Bob Woytowich,

## Z
- John Zeiler,
- Alekszej Zsitnyik,
- Tomáš Žižka,
- Doug Zmolek,